# 安永餅

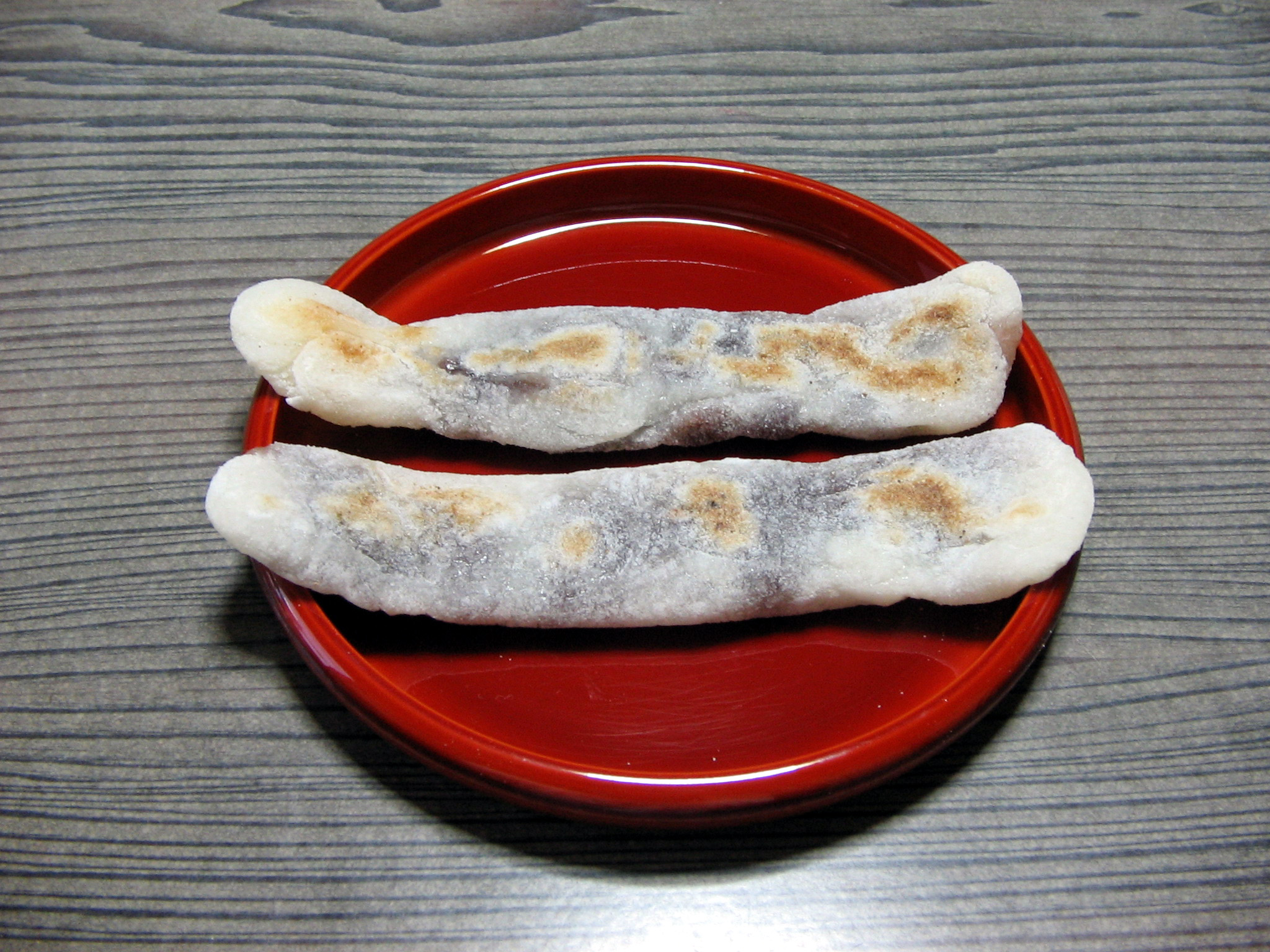
安永餅

安永餅（やすながもち）は、つぶ餡（あん）の入った細長く平らな焼餅で、三重県桑名市の代表的銘菓。「ともち」、「牛の舌もち」とも称された。

## 概要
安永餅は員弁川に架かる町屋橋の北側付近にある安永の街道沿いの茶屋街で江戸時代から売っていたのが発祥とされる餅である。
桑名宿を往来する旅人などに人気を博し、茶店で、または土産物として広く親しまれた。
桑名で隠居していた松平定信（楽翁公）が非常時の食糧として安永餅を考案したという伝承がある。しかし、安永餅と同形態の餅を食する文化は桑名から四日市、鈴鹿にかけて広く分布しており、創業当時の史料も残っていないため、安永餅の発祥は、はっきりしていない。元は丸餅であったが、旅人が懐に入れやすいように、または餅屋が焼きやすいように細長い形になったという説がある。
現在、安永餅の製造、販売は「永餅屋老舗」（1634年（寛永11年）創業）と「安永餅本舗 柏屋」の2業者によって行われている。
「永餅屋老舗」は機械焼きによる量産体制でなばなの里店など各所でも販売されており、餅は比較的柔らかい。
一方の「安永餅本舗 柏屋」は昔ながらの手焼きで作っており、やや堅めの餅で焼き目の香ばしさが人気となっている。
永餅屋老舗では、通常の安永餅の他に、なばなの里店限定、かつ、季節限定で、安永餅の生地になばなを混ぜ込んだ「なばな安永餅」も販売されている。また両店とも、事前予約をすれば慶事用の「紅白安永餅」の注文を受け付けている。
安永立場にあった安永餅の店跡は、現在、料理旅館 玉喜亭（たまきてい）の母屋として使用されており、「安永餅の郷博物館」として整備されている。博物館の見学には予約が必要である。建屋は1818年（文政元年）築で、かまど、木戸、藤棚などが往時のままの状態で保存されている。

## その他
安永餅にはコマーシャルソングが存在し、永餅屋老舗のホームページで聴くことができる。
安永餅を擬人化したマスコットキャラクターが存在する。2009年（平成21年）12月現在、名前は決まっていない。

### 広報資料・プレスリリースなど一次資料
1. ↑  “桑名の食品”. 桑名の特産品.   桑名市物産振興協会. 2010年3月11日閲覧。
2. 1 2  “安永餅”.   永餅屋老舗. 2010年3月9日閲覧。
3. ↑  “安永餅の郷博物館”. 桑員まちかど博物館.   桑員まちかど博物館推進委員会. 2007年11月20日時点のオリジナルよりアーカイブ。2010年3月10日閲覧。